# Acanthogorgia vegae
Acanthogorgia vegae är en korallart som beskrevs av Aurivillius 1931. Acanthogorgia vegae ingår i släktet Acanthogorgia och familjen Acanthogorgiidae. Inga underarter finns listade i Catalogue of Life.